# Cerro Obelisco
Der Cerro Obelisco (spanisch für Obelisk-Hügel) ist ein Hügel auf der westantarktischen James-Ross-Insel. Er ragt 3 km landeinwärts des Kap Obelisk auf.
Argentinische Wissenschaftler benannten ihn deskriptiv.